# Campionato africano maschile di pallacanestro 1962
Il 1º Campionato Africano Maschile di Pallacanestro FIBA si è svolto in Egitto nel 1962. Il torneo è stato vinto dalla Rep. Araba Unita.
I Campionati africani maschili di pallacanestro sono una manifestazione disputata dalle squadre nazionali del continente, organizzata dalla FIBA Africa, all'epoca AFABA.

## Squadre partecipanti
- Guinea
- Etiopia
- Marocco
- Sudan
- Rep. Araba Unita

## Torneo
| Squadra          | V - P | PF - PS   | +/-  |
| ---------------- | ----- | --------- | ---- |
| Rep. Araba Unita | 4 - 0 | 304 - 139 | +165 |
| Sudan            | 3 - 1 | 198 - 184 | +14  |
| Marocco          | 2 - 2 | 221 - 184 | +37  |
| Guinea           | 1 - 3 | 182 - 213 | -31  |
| Etiopia          | 0 - 4 | 114 - 299 | -185 |

| Il Cairo 1962 | Rep. Araba Unita | 110 – 20 | Etiopia |  |

| Il Cairo 1962 | Marocco | 41 – 44 | Sudan |  |

| Il Cairo 1962 | Guinea | 56 – 25 | Etiopia |  |

| Il Cairo 1962 | Rep. Araba Unita | 67 – 39 | Guinea |  |

| Il Cairo 1962 | Etiopia | 34 – 54 | Sudan |  |

| Il Cairo 1962 | Etiopia | 35 – 79 | Marocco |  |

| Il Cairo 1962 | Sudan | 58 – 43 | Guinea |  |

| Il Cairo 1962 | Sudan | 42 – 66 | Rep. Araba Unita |  |

| Il Cairo 1962 | Guinea | 44 – 63 | Marocco |  |

| Il Cairo 1962 | Rep. Araba Unita | 61 – 38 | Marocco |  |

## Classifica finale
| Campione d'Africa | Campione d'Africa | Campione d'Africa |
| ----------------- | ----------------- | ----------------- |
| Rep. Araba Unita  |                   |                   |
| Argento           | Sudan             |                   |
| Bronzo            | Marocco           |                   |
| 4.                | Guinea            |                   |
| 5.                | Etiopia           |                   |